# Notre-Dame-de-Vaulx
Notre-Dame-de-Vaulx è un comune francese di 568 abitanti situato nel dipartimento dell'Isère della regione dell'Alvernia-Rodano-Alpi.

## Società

### Evoluzione demografica
Abitanti censiti